# Dragons Lair Névé
Dragons Lair Névé (englisch für Drachenhöhlenfirnfeld) ist ein 40 km² großes Firnfeld in der antarktischen Ross Dependency. In den Hays Mountains wird es von den Bergen Mount Griffith und Mount Pulitzer, dem Gebirgskamm Taylor Ridge sowie vom Vaughan-Gletscher eingefasst.
Der United States Geological Survey kartierte es anhand eigener Vermessungen und Luftaufnahmen der United States Navy aus den Jahren von 1960 bis 1964. Im Jahr 1987 errichteten Geologen der Arizona State University im Rahmen des United States Antarctic Research Program hier ein Lager und nahmen die deskriptive Benennung vor. Namensgebend ist die Szenerie der umgebenden Berge, insbesondere des Mount Pulitzer, der an das Profil eines Drachen erinnert.